# Vrhovna rada
Vrhovna rada Ukrajine (ukrajinsko Верхо́вна Ра́да Украї́ни, latinizirano: Verhovna Rada Ukrajiny, ukrajinska okrajšava ВРУ), pogosto le Vrhovna rada ali samo Rada, je enodomni parlament Ukrajine. Vrhovna rada je sestavljena iz 450 poslancev, ki jim predseduje predsednik. Vrhovna rada se sestaja v stavbi Vrhovne rade v prestolnici Ukrajine v Kijevu. Poslanci, izvoljeni na ukrajinskih parlamentarnih volitvah 21. julija 2019, so bili slovesno inavgurirani 29. avgusta 2019.
Vrhovna rada je bila preoblikovana iz sistema republiškega predstavniškega telesa, znanega v Sovjetski zvezi kot Vrhovni sovjet (Vrhovni svet), ki je bil prvič ustanovljen 26. junija 1938 kot  zakonodajni organ ukrajinske SSR po razpustitvi Kongresa sovjetov ukrajinske SSR.
Na zadnjih volitvah v Vrhovno rado (l. 2019) se je uporabljal mešani sistem glasovanja. 50% sedežev je bilo razdeljenih po strankarskih listah s 5-odstotnim volilnim pragom za stranko, 50% poslancev pa je bilo izbranih z enokrožnimi volitvami posameznih kandidatov v volilnih okrajih po sistemu relativnega zmagovalca. Na volitvah 2002, 2012, 2014 in 2019 je bila uporabljena metoda mešanih volitev 50/50; vendar so bile v letih 2006 in 2007 volitve le po proporcionalnem sistemu. V skladu z volilnim zakonom, ki je začel veljati 1. januarja 2020, bodo naslednje volitve v Vrhovno rado (določene za leto 2023) ponovno potekale po sorazmerni shemi.

## Ime
Ime Rada (ukrajinsko Рада) pomeni "svet", "rede". Ustanova je nastala v času Kijevske Rusije, nato pa je predstavljala svét bojarjev in višje duhovščine. V 17. in 18. stoletju so dneprski kozaki uporabljali ta izraz za sestanke, na katerih so sprejemali pomembne odločitve.
Ukrajinska ljudska republika je imela med 17. marcem 1917 in 29. aprilom 1918 Centralno rado. Zahodnoukrajinska ljudska republika in ukrajinska vlada v izgnanstvu sta imeli vsaka UNRado (Ukrajinska Narodna rada).
Verkhovna, ženska oblika pridevnika "верховний", pomeni vrhovni, izhaja iz ukrajinske besede "верх" pomeni "vrh".
Drugo ime, ki se uporablja manj pogosto, je Parlament Ukrajine (ukrajinsko Парламент України).

## Poslanstvo in avtoriteta
Vrhovna rada je edini organ zakonodajne oblasti v Ukrajini. Parlament določa načela notranje in zunanje politike, uvaja spremembe Ustave Ukrajine, sprejema zakone, potrjuje državni proračun, imenuje volitve za predsednika Ukrajine, proži razrešitev predsednika, razglaša vojno in mir, imenuje predsednika vlade Ukrajine, imenuje ali potrjuje določene uradnike, imenuje eno tretjino Ustavnega sodišča Ukrajine, ratificira in razveljavlja mednarodne pogodbe ter opravlja določene nadzorne funkcije. V Ukrajini ni zahtev za najmanjše število podpisov (poslancov) za registracijo zakona. Na splošno parlament na leto sprejme približno 200 zakonskih osnutkov. V parlamentu se dnevno registrira povprečno pet do šest zakonskih osnutkov. Zaradi tega je imel parlament spomladi 2019 registriranih več kot 10 tisoč zakonskih osnutkov., ki so v obravnavi, o katerih še ni razpravljati.
Vsi postopkovni predpisi so vsebovani v Zakonu o predpisih Vrhovne rade Ukrajine. Zadnja različica dokumenta je bila sprejeta 16. decembra 2012, v kateri so bile na pobudo predsednika Ukrajine vnesene spremembe glede registracije in glasovanja poslancev. Leto 2012 je postalo leto številnih sprememb dokumenta, med katerimi so nastale spremembe pri volitvah predsednika. Zakonski osnutki se običajno obravnavajo po postopku treh branj; predsednik Ukrajine mora pred uradno razglasitvijo zakon podpisati.

## Incidenti v parlamentu
Pretepi v ukrajinskem parlamentu niso neobičajnost. Večkrat je bilo delo v parlamentu blokirano s sedečimi zasedanji različnih strank (običajno za nekaj dni; leta 2008 od 18. januarja do 6. marca  in februarja 2013 za 17 dni ). Leta 2000 in 4. aprila 2013 se je parlament razdelil na dva dela in opravil dve seji v dveh različnih prostorih.
Vidnejši incident je bil nered 27. aprila 2010, potem ko je parlament ratificiral pogodbo, ki je podaljšala najem ruske črnomorske flote v krimskem pristanišču Sevastopol do leta 2042, ko so morali predsednika Volodimirja Litvina ščititi z dežniki, ko so ga obmetavali z jajci, medtem ko so eksplodirale dimne bombe med prepirajočimi se politiki. Še en velik incident se je zgodil 16. decembra 2010, ko je bilo več članov Rade sprejetih v bolnišnico, potem ko so politiki Stranke regij vdrli na parlamentarni oder, na katerem je bila frakcija Bloka Julije Timošenko.